# 罗伯特·E·迪金森
罗伯特·E·迪金森（英語：Robert Earl Dickinson，1940年3月3日—）是一位美国气象学家和地球科学家，曾工作于美國國家大氣研究中心，1997年获得美国气象学会的卡尔-古斯塔夫·罗斯贝奖章，2002年当选美国国家工程院院士，2006年成为中国科学院外籍院士。